# قالب پرونده ویدئو
قالب ویدیویی (فرمت ویدیو یا video file format) نوعی قالب پرونده برای ذخیره داده‌های ویدیویی دیجیتال در سیستم رایانه‌ای است. ویدیو تقریباً همیشه با استفاده از فشرده‌سازی برای کاهش اندازه پرونده ذخیره می‌شود.
تعداد زیادی قالب ویدیو وجود دارد و هرکدام از آنها تأثیر مستقیم بر حجم دانلود و فضای ذخیره‌سازی دارد. حتماً برای شما هم پیش آمده که در زمان دانلود ویدیو مورد نظرتان با انواع مختلف قالب مواجه شوید و تفاوت آنها را ندانید؟
انتخاب مناسب‌ترین قالب ویدیو به هدفی که برنامه‌ریزی شده بستگی دارد و از همه مهم‌تر باید کیفیت مورد نیاز را تأمین کند. پرونده‌های ویدیویی با کیفیت بالا و غیرضروری، برای جابجایی، اشتراک‌گذاری، تبدیل و مدیریت مشکلات زیادی برای کاربر به‌وجود می‌آورند. علاوه بر این، چگونگی مشاهده پرونده‌های ویدیویی هم مهم است؛ همه برنامه‌ها، مرورگرها و دستگاه‌ها نمی‌توانند یک قالب خاص ویدیو را اجرا کنند.
یک پرونده ویدیویی از ۲ قسمت تشکیل شده‌است: ۱ـ کدک ۲ـ کانتینر

## پرونده ویدیویی از دو بخش تشکیل شده‌است

### کدک (Codec) چیست؟
برنامه (یا سخت‌افزاری) که می‌تواند ویدیو یا صوتی فشرده و رمزگذاری شده را رمزگشایی کند، کدک نامیده می‌شود. کدک پروتکلی است برای رمزگذاری (Encode) و رمزگشایی (Decode) ویدیو (کلمه codec از ترکیب دو کلمه enCOde / DECode به‌وجود آمده‌است). Encode در زمان فشرده‌سازی پرونده و Decode در زمان اجرای پرونده ویدیویی اتفاق می‌افتد. اجرا و استفاده از یک پرونده ویدیویی به یک مجموعه کدک متناسب با نوع کدگذاری ویدیویی و صوتی که پرونده با آن فشرده شده‌است نیاز دارد.
کدک‌ها، داده‌ها را برای ذخیره‌سازی، کدگذاری و فشرده (Compress) می‌کنند و در مواقع نیاز برای اجرا، ویرایش یا نمایش از حالت فشرده خارج می‌کنند. یک کدک معمولاً یک قطعه کد (Code) کوچک است که توسط سایر نرم‌افزارها خوانده می‌شود تا کار خود را انجام دهد. البته کدک می‌تواند یک قطعه سخت‌افزاری نیز باشد که تصویر و صوت آنالوگ را به دیجیتال تبدیل می‌کند. گاهی اوقات هم کار کدک کاملاً برعکس است و سیگنال دیجیتال را به آنالوگ تبدیل می‌کند.
کدک، یک پرونده ویدویی را ترجمه کرده و برای نمایش در پخش‌کننده‌های تصویری آماده می‌کند. بیشتر پرونده‌های ویدیویی به شکل‌های مختلف فشرده می‌شوند؛ در واقع طوری تغییر یافته و اصلاح می‌شوند که فضای کمتری در زمان ذخیره‌سازی اشغال کنند. یکی از بزرگترین مزیت‌های استفاده از کدک‌ها، کم کردن حجم پرونده‌هاست. تعداد کدک‌ها بسیار زیاد است و در اکثر اوقات هم تشخیص تفاوت‌هایشان کار دشواری است. از جمله کدک‌های متداول می‌توان به  H.264 ، MPEG-4، DivX و H.265 اشاره کرد. یک کدک خوب بایستی دارای کارایی و راندمان بالا باشد؛ به معنای دیگر، توانایی حفظ کیفیت در ضمن کاهش سایز پرونده را داشته باشد.
در حال حاضر HEVC یا H.265 یکی از کارآمدترین کدک‌های موجود است و معمولاً برای فشرده‌سازی ویدیوهای ۸K UHD استفاده می‌شود. استفاده از این کدک نیاز به دریافت مجوز و پرداخت هزینه دارد، بنابراین با هر دستگاه یا مرورگری سازگار نیست و پشتیبانی نمی‌شود. در وب، WEBM. و کدک مربوط به آن VP8 / VP9 روشی کاملاً سازگار و رایج برای کوچک‌تر کردن پرونده‌های ویدیویی هستند.
عوامل دیگری به‌جز اندازه پرونده ویدویی برای انتخاب قالب و کدک مناسب باید در نظر گرفته شود، از جمله: مکان‌هایی که پرونده قرار است پخش شود و کیفیتی که برای پخش یا دانلود مورد نیاز است.

### کانتینر یا ظرف (container) چیست؟
یک پرونده ویدیویی معمولاً از یک کانتینر (به عنوان مثال قالب Matroska) تشکیل شده‌است که مانند ظرفی حاوی داده‌های ویدیویی با قالب کدگذاری ویدیو (به عنوان مثال VP9) و داده‌های صوتی با قالب کدگذاری صوتی (مانند Opus) است. کانتینر چگونگی ساختار داده‌ها و ابرداده‌ها را تعیین می‌کند، البته به استثنای نحوه رمزگذاری ویدیو (که کدکننده یا همان کدک آن را تعیین می‌کند). ظرف یا کانتینر می‌تواند شامل اطلاعات هماهنگ‌سازی، زیرنویس‌ها و داده‌های کلی دیگری (ابرداده‌ها) مانند عنوان باشد.
کانتینر را همه ما و به‌طور عمومی با عنوان قالب (Format) می‌شناسیم و نوع آن به‌صورت پسوند در انتهای نام پرونده می‌آید. از قالب‌های متداول می‌توان به «AVI" , ".MP4.» و «MOV.» اشاره کرد. قالب‌ها را برای سازگاری با دستگاه‌ها، پخش‌کننده‌ها و نرم‌افزارهای مختلف می‌توان با کدک‌های متفاوتی ایجاد یا انتخاب کرد.

## بهترین قالب ویدیو کدام است؟
متأسفانه هیچ قالب ویدیویی را نمی‌توان به‌عنوان بهترین معرفی کرد. بهترین قالب ویدیو بستگی به این دارد که اولویت کیفیت است یا حجم پرونده ویدیویی. برخی از قالب‌ها حجم بسیار کمی دارند و برای پخش در وب عالی هستند، اما کیفیت پایینی دارند. دسته‌ای از قالب‌ها هم کیفیت بالایی دارند و از نظر حجم و اندازه بسیار بزرگ هستند و بیشتر برای ویدیوهای تبلیغاتی مناسب هستند.
برخی از قالب‌ها مانند webm , .wmv , .flv. و ogv. دارای زیرگروه‌های مشخص، محدود و تعریف شده از قالب‌های کدگذاری ویدیویی و صوتی هستند و دانستن این‌که کدام کدک، پرونده را اجرا خواهد کرد بسیار ساده است. برخلاف آنها، برخی از انواع قالب‌ها بسیار کلی هستند از جمله avi. و mov. که تقریباً با انواع متنوعی از کدک‌های ویدیو و صدا وجود دارند و این موضوع انتخاب کدک و برنامه‌های پخش و ویرایش پرونده‌ها را برای بیشتر کاربران خیلی سخت می‌کند.
برنامه‌های رایگان FFmpeg، دارای کتابخانه کاملی از کدک‌های مورد نیاز برای پخش و استفاده از پرونده‌های ویدیویی با قالب‌های مختلف است. به‌طور مثال گوگل از FFmpeg در طیف گسترده‌ای از ویدیوهای یوتیوب (YouTube) استفاده می‌کند. یکی از پخش‌کننده رسانه‌ای که از کتابخانه‌های ffmpeg استفاده می‌کند، نرم‌افزار رایگان VLC است که می‌تواند بیشتر پرونده‌های ویدیویی را پخش کند.

## جدول قالب‌های ویدیویی
| ردیف | نام                                                                              | پسوند پرونده               | قالب کانتینر                     | قالب کدینگ ویدیو                                                           | قالب کدینگ صدا                                                                                 | توضیحات |
| ---- | -------------------------------------------------------------------------------- | -------------------------- | -------------------------------- | -------------------------------------------------------------------------- | ---------------------------------------------------------------------------------------------- | --- |
| ۱    | WebM                                                                             | webm.                      | Matroska                         | VP8، VP9، AV1                                                              | Vorbis, Opus                                                                                   | قالب رایگان برای HTML5 |
| ۲    | Matroska                                                                         | mkv.                       | Matroska                         | تقریباً همه                                                                 | تقریباً همه                                                                                     | |
| ۳    | Flash Video (FLV)                                                                | flv.                       | FLV                              | VP6، Sorenson Spark, Screen video, Screen video 2، H.264                   | MP3، ADPCM, Nellymoser, Speex, AAC                                                             | برای کدک‌های H.264 و AAC محدودیت‌هایی وجود دارد. این محدودیت‌ها باعث شده که نویسندگان فلش‌پلیر مایل باشند از قالب استاندارد و جدید F4V استفاده کنند. |
| ۴    | F4V                                                                              | flv.                       | MPEG-4 Part 12                   | H.264                                                                      | MP3، AAC                                                                                       | جایگزین جدید FLV |
| ۵    | Vob                                                                              | vob.                       | VOB                              | H.262/MPEG-2 Part 2 یا MPEG-1 Part 2                                       | PCM, DTS, MPEG-1, Audio Layer II (MP2), Dolby Digital (AC-3                                    | پرونده‌هایی با این قالب در پوشه VIDEO_TS در پوشه اصلی DVD قرار دارند. این قالب بر اساس قالب استریم MPEG ساخته شده‌است. |
| ۶    | Ogg Video                                                                        | ogv, .ogg                  | Ogg                              | Theora, Dirac                                                              | Vorbis, FLAC                                                                                   | |
| ۷    | Dirac                                                                            | drc.                       | نامشخص                           | Dirac                                                                      | نامشخص                                                                                         | |
| ۸    | GIF                                                                              | gif.                       | نامشخص                           | نامشخص                                                                     | ندارد                                                                                          | انیمیشن ساده، فشرده‌سازی زیاد، بدون صدا، در بیشتر مکان‌های پشتیبانی می‌شود. |
| ۹    | Video alternative to GIF                                                         | gifv.                      | HTML                             | تقریباً همه                                                                 | ندارد                                                                                          | یک پرونده ویدیویی با این قالب، یک صفحه ساده HTML است که شامل یک برچسب ویدیویی HTML5 است و صدا ندارد. در واقع پروندهی با این قالب یک پرونده ویدیویی کلاسیک استاندارد که همه می‌شناسند نیست و فقط برای ارجاع به پرونده ویدیوی اصلی (مثلاً یک ویدیو با قالب webm.) کاربرد دارد. این قالب جایگزین مناسبی برای GIF، مخصوصاً در شبکه‌های اجتماعی بزرگ می‌باشد. |
| ۱۰   | Multiple-image Network Graphics                                                  | mng.                       | نامشخص                           | نامشخص                                                                     | ندارد                                                                                          | این قالب ویدیو کارایی پایینی دارد و زیاد مورد استفاده قرار نمی‌گیرد. |
| ۱۱   | AVI                                                                              | avi.                       | AVI                              | تقریباً همه                                                                 | تقریباً همه                                                                                     | از RIFF استفاده می‌کند. |
| ۱۲   | MPEG Transport Stream                                                            | MTS, .M2TS, .TS            | AVCHD                            | AVCHD (MPEG-4 / H.264)                                                     | Dolby AC-3 یا فشرده‌نشده خطی PCM                                                                | قالب تصویری استاندارد که توسط بسیاری از دوربین‌های فیلمبرداری HD سونی و پاناسونیک استفاده می‌شود. همچنین برای ذخیره ویدیو با کیفیت بالا در دیسک‌های Blu-ray نیز استفاده می‌شود. |
| ۱۳   | QuickTime File Format                                                            | mov, .qt                   | QuickTime                        | بیشتر کدک‌ها                                                                | AAC, MP3، و تعدادی دیگر                                                                        | |
| ۱۴   | Windows Media Video                                                              | wmv.                       | ASF                              | Windows Media Video, Windows Media Video Screen, Windows Media Video Image | Windows Media Audio, Sipro ACELP.net                                                           | |
| ۱۵   | Raw video format                                                                 | yuv.                       | نامشخص                           | نامشخص                                                                     | نامشخص                                                                                         | پشتیبانی از همه رزولوشن‌ها، ساختارهای نمونه و نرخ فریم‌های مختلف (frame rates) |
| ۱۶   | RealMedia (RM)                                                                   | rm.                        | RealMedia                        | RealVideo                                                                  | RealAudio                                                                                      | ساخته شده برای برنامه RealPlayer |
| ۱۷   | RealMedia Variable Bitrate (RMVB)                                                | rmvb.                      | RealMedia Variable Bitrate       | RealVideo                                                                  | RealAudio                                                                                      | ساخته شده برای برنامه RealPlayer |
| ۱۸   | Advanced Systems Format (ASF)                                                    | asf.                       | ASF                              | تقریباً همه                                                                 | تقریباً همه                                                                                     | |
| ۱۹   | AMV video format                                                                 | amv.                       | نسخه اصلاح‌شده AVI                | نوع دیگری از JPEG متحرک                                                    | نوع دیگری از IMA, ADPCM                                                                        | قالب و ویدیوی اختصاصی برای پخش‌کننده‌های MP4 و MP3 پلیرهایی که برای پخش ویدیو ساخته شده بودند. |
| ۲۰   | MPEG-4 قسمت ۱۴ (MP4)                                                             | mp4،m4p (با DRM), .m4v     | MPEG-4 Part 12                   | H.264، MPEG-4 Part 2، MPEG-2، MPEG-1                                       | کدگذاری پیشرفته صوتی MP3 و دیگر کدگذاری‌های مشابه                                               | |
| ۲۱   | MPEG-1                                                                           | mpg, .mp2،mpeg, .mpe, .mpv | MPEG-1 part 1                    | MPEG-1 part 2                                                              | MPEG-1 Audio Layer I، MPEG-1 Audio Layer I، MPEG-1 Audio Layer III (MP3)                       | این قالب ویدیو قدیمی است، اما به دلیل استفاده پایه‌ای و فراوان بسیار مورد استفاده قرار می‌گیرد. |
| ۲۲   | MPEG-2 – Video                                                                   | mpg, .mpeg, .m2v           | نامشخص                           | H.262                                                                      | AAC, MP3، MPEG-2 قسمت ۳، دیگر کدک‌های صوتی                                                      | |
| ۲۳   | M4V – (قالب ویدیوها برای iPods و PlayStation Portables که توسط اپل ساخته شده‌است) | m4v.                       | MPEG-4 Part 12                   | H.264                                                                      | AAC, Dolby Digital                                                                             | توسط اپل به‌وجود آمده و در iTunes استفاده می‌شود. بسیار شبیه به قالب MP4 است، اما ممکن است دارای مدیریت حقوق دیجیتال باشد. |
| ۲۴   | SVI                                                                              | svi.                       | MPEG-4 با استفاده از یک هدر ویژه | نامشخص                                                                     | نامشخص                                                                                         | قالب ویدیویی سامسونگ که برای پخش کننده‌های قابل حمل ایجاد شده‌است. |
| ۲۵   | 3GPP                                                                             | 3gp.                       | MPEG-4 Part 12                   | MPEG-4 Part 2، H.263، H.264                                                | AMR-NB, AMR-WB, AMR-WB+, AAC-LC, HE-AAC v1 یا پیشرفته aacPlus HE-AAC v2                        | قالب رایج برای تلفن‌های همراه |
| ۲۶   | 3GPP2                                                                            | 3g2.                       | MPEG-4 Part 12                   | MPEG-4 Part 2، H.263، H.264                                                | AMR-NB, AMR-WB, AMR-WB+, AAC-LC, HE-AAC v1 یا پیشرفته aacPlus (HE-AAC v2)، EVRC, SMV or VMR-WB | قالب رایج برای تلفن‌های همراه |
| ۲۷   | MXF                                                                              | mxf.                       | MXF                              | نامشخص                                                                     | نامشخص                                                                                         | قالب دیجیتال حرفه‌ای محصولات ویدیویی است و به‌طور مثال برای تهیه تبلیغات تلویزیونی کاربرد دارد. |
| ۲۸   | ROQ                                                                              | roq.                       | نامشخص                           | نامشخص                                                                     | نامشخص                                                                                         | قالب ویدیو برای استفاده در برنامه Quake 3 |
| ۲۹   | NSV مخصوص برنامه Nullsoft Streaming Video                                        | nsv.                       | NSV                              | نامشخص                                                                     | نامشخص                                                                                         | برای پخش محتوای ویدیویی از طریق اینترنت (استریمینگ) |
| ۳۰   | Flash Video (FLV)                                                                | ،flv, .f4v .f4p, .f4a .f4b | Audio, video, text, data         | Adobe Flash Platform                                                       | قالب پایه‌ای SWF, F4V, ISO                                                                      | ایجاد شده توسط Adobe Flash Platform |